# Parc Nacional de Los Katíos
El Parc Nacional de los Katíos és un parc nacional situat al nord-oest de Colòmbia, que cobreix 720 km², entre els 50 i els 600 msnm. És part de la regió del Darién, la qual cobreix Panamà i Colòmbia. Va ser creat el 1973 sobre 520 km² i ampliat en 1979 a la seva àrea actual. Va ser declarat Patrimoni de la Humanitat el 1994. És contigu al Parc Nacional del Darién, a Panamà.